# Afrikaans
Afrikaans ili afrikanerski jezik (ISO 639-3: afr), donjofranački jezik šire skupine donjonjemačkih jezika kojime se služe Buri ili Afrikaneri, oko 4.740.000 govornika u Južnoafričkoj Republici (2006; poglavito Pretoria i Bloemfontein); 133.324 u Namibiji (1991 popis; 89.900; 2006); 6.000 u Bocvani (2004 Cook; 20.000; 2006).); 41.000 (2006) u Zambiji. U Malaviju ga govore potomci Nizozemaca iz Južnoafričke Republike, ali broj nije poznat; 13,000 u Svaziju  (2006).
U Južnoafričkoj Republici jedan je od službenih jezika, a imao je nekada službeni status i u Namibiji. Ima nekoliko dijalekata (zapadni i istočnokapski afrikaans i orange river afrikaans), a njime se služi i oko 150,000 Kapskih Malajaca.

## Vanjske poveznice
- Afrikaans (14th)